# Comité national olympique des Îles Salomon
Le Comité national olympique des Îles Salomon (en anglais, National Olympic Committee of Solomon Islands) est le comité national olympique des Îles Salomon fondé en 1983 à Honiara.